# KBS 6시 뉴스타임
《KBS 6시 뉴스타임》(KBS 6 NEWS TIME)은 대한민국 KBS 2TV에서 월요일 ~ 목요일 저녁 6시에 방송되었던 KBS 2TV의 평일 저녁 메인뉴스 프로그램이다. 뉴스 프로그램 형식은 KBS 1TV KBS 뉴스 9의 제2형식을 지니고 있었다.

## 기획 의도/개요
- KBS 2TV의 대표적인 메인뉴스 프로그램이었다.

## 방송 시간
| 방송 채널 | 방송 기간                           | 방송 시간                                                       |
| --------- | ----------------------------------- | --------------------------------------------------------------- |
| KBS 2TV   | 1980년 12월 1일 ~ 1981년 2월 1일    | 평일 저녁 8시 ~ 8시 30분 (30분) 주말 저녁 8시 ~ 8시 10분 (10분) |
| KBS 2TV   | 1981년 2월 2일 ~ 1981년 4월 3일     | 평일 저녁 7시 ~ 7시 30분 (30분)                                 |
| KBS 2TV   | 1981년 4월 6일 ~ 1981년 9월 4일     | 평일 저녁 6시 30분 ~ 7시 (30분)                                 |
| KBS 2TV   | 1981년 9월 7일 ~ 1982년 1월 22일    | 평일 저녁 6시 ~ 6시 20분 (20분)                                 |
| KBS 2TV   | 1982년 9월 20일 ~ 1983년 3월 25일   | 평일 저녁 7시 ~ 7시 40분 (40분)                                 |
| KBS 2TV   | 1987년 3월 2일 ~ 1989년 10월 1일    | 월요일 ~ 목요일 밤 10시 50분 ~ 11시 10분 (20분)                 |
| KBS 2TV   | 1989년 10월 5일 ~ 1990년 10월 26일  | 평일 밤 10시 30분 ~ 10시 50분 (20분)                            |
| KBS 2TV   | 1991년 4월 29일 ~ 1991년 5월 17일   | 평일 밤 10시 30분 ~ 10시 50분 (20분)                            |
| KBS 2TV   | 1990년 10월 29일 ~ 1991년 4월 26일  | 평일 밤 10시 35분 ~ 10시 55분 (20분)                            |
| KBS 2TV   | 1991년 5월 20일 ~ 1991년 10월 4일   | 평일 밤 10시 40분 ~ 11시 5분 (25분)                             |
| KBS 2TV   | 1991년 10월 7일 ~ 1992년 4월 3일    | 평일 밤 11시 ~ 11시 10분 (10분)                                 |
| KBS 2TV   | 1992년 4월 6일 ~ 1992년 10월 2일    | 평일 밤 10시 30분 ~ 10시 55분 (25분)                            |
| KBS 2TV   | 1993년 10월 18일 ~ 1994년 2월 18일  | 평일 밤 10시 30분 ~ 10시 55분 (25분)                            |
| KBS 2TV   | 1992년 10월 5일 ~ 1993년 4월 30일   | 평일 밤 10시 40분 ~ 10시 55분 (15분)                            |
| KBS 2TV   | 1993년 5월 3일 ~ 1993년 10월 15일   | 평일 밤 10시 20분 ~ 10시 45분 (25분)                            |
| KBS 2TV   | 1994년 2월 21일 ~ 1994년 10월 7일   | 평일 저녁 8시 ~ 8시 30분 (30분)                                 |
| KBS 2TV   | 1997년 3월 3일 ~ 1997년 10월 17일   | 평일 저녁 8시 ~ 8시 30분 (30분)                                 |
| KBS 2TV   | 2009년 4월 20일 ~ 2009년 10월 16일  | 평일 저녁 8시 ~ 8시 30분 (30분)                                 |
| KBS 2TV   | 1994년 10월 10일 ~ 1996년 3월 1일   | 평일 저녁 8시 ~ 8시 25분 (25분)                                 |
| KBS 2TV   | 1998년 10월 12일 ~ 1999년 4월 30일  | 평일 저녁 8시 ~ 8시 25분 (25분)                                 |
| KBS 2TV   | 1996년 3월 4일 ~ 1996년 10월 11일   | 평일 저녁 8시 ~ 8시 20분 (20분)                                 |
| KBS 2TV   | 1996년 10월 14일 ~ 1997년 2월 28일  | 평일 저녁 8시 ~ 8시 15분 (15분)                                 |
| KBS 2TV   | 1997년 10월 20일 ~ 1997년 11월 21일 | 평일 저녁 8시 ~ 8시 15분 (15분)                                 |
| KBS 2TV   | 1997년 11월 24일 ~ 1998년 1월 2일   | 평일 저녁 7시 40분 ~ 8시 (20분)                                 |
| KBS 2TV   | 1998년 1월 5일 ~ 1998년 2월 13일    | 평일 저녁 7시 35분 ~ 7시 55분 (20분)                            |
| KBS 2TV   | 1998년 2월 16일 ~ 1998년 6월 12일   | 평일 저녁 8시 25분 ~ 8시 45분 (20분)                            |
| KBS 2TV   | 1998년 6월 15일 ~ 1998년 10월 9일   | 평일 저녁 8시 20분 ~ 8시 40분 (20분)                            |
| KBS 2TV   | 1999년 5월 3일 ~ 2000년 4월 28일    | 평일 저녁 8시 ~ 8시 50분 (50분)                                 |
| KBS 2TV   | 2007년 11월 5일 ~ 2008년 3월 28일   | 평일 저녁 8시 ~ 8시 50분 (50분)                                 |
| KBS 2TV   | 2000년 5월 1일 ~ 2001년 11월 2일    | 평일 저녁 8시 ~ 8시 45분 (45분)                                 |
| KBS 2TV   | 2005년 10월 31일 ~ 2007년 4월 27일  | 평일 저녁 8시 ~ 8시 45분 (45분)                                 |
| KBS 2TV   | 2001년 11월 5일 ~ 2002년 10월 25일  | 평일 저녁 7시 ~ 7시 45분 (45분)                                 |
| KBS 2TV   | 2002년 10월 28일 ~ 2005년 10월 28일 | 평일 저녁 8시 ~ 8시 40분 (40분)                                 |
| KBS 2TV   | 2007년 4월 30일 ~ 2007년 11월 2일   | 평일 저녁 8시 ~ 8시 40분 (40분)                                 |
| KBS 2TV   | 2008년 11월 17일 ~ 2009년 4월 17일  | 평일 저녁 8시 ~ 8시 40분 (40분)                                 |
| KBS 2TV   | 2008년 3월 31일 ~ 2008년 11월 14일  | 평일 저녁 6시 ~ 6시 30분 (30분)                                 |
| KBS 2TV   | 2009년 10월 20일 ~ 2010년 5월 7일   | 평일 저녁 8시 ~ 8시 35분 (35분)                                 |
| KBS 2TV   | 2016년 7월 25일 ~ 2017년 3월 30일   | 월요일 ~ 목요일 저녁 6시 ~ 6시 20분 (20분)                      |

※ 공휴일에는 방송되지 않았다.

## 코너

### 헤드라인
헤드라인 코너.

### 글로벌타임
국제뉴스 코너. 배은별 외신캐스터가 진행했다.

### 날씨
일기예보 코너.

## 앵커
- 김재홍 (남) - KBS의 아나운서
- 박은영 (여) - 前 KBS의 아나운서

### 역대 앵커

#### 남성
| 역대 | 진행자                   | 진행 기간                          | 비고  |
| ---- | ------------------------ | ---------------------------------- | ----- |
| 1대  | 김근복 前 아나운서       | 1987년 3월 2일 ~ 1988년 2월 25일   |       |
| 2대  | 손석기 前 아나운서       | 1988년 2월 29일 ~ 1989년 10월 1일  |       |
| 3대  | 이윤성 前 기자           | 1993년 5월 3일 ~ 1993년 7월 2일    |       |
| 4대  | 김광일 前 기자           | 1993년 7월 5일 ~ 1994년 2월 18일   |       |
| 5대  | 김종진 前 기자           | 1994년 2월 21일 ~ 1994년 10월 7일  |       |
| 6대  | 김종진 前 기자           | 1997년 3월 3일 ~ 1997년 10월 17일  | [ 1 ] |
| 7대  | 박선규 前 기자           | 1997년 11월 24일 ~ 1998년 10월 9일 |       |
| 8대  | 이광출 前 기자           | 1998년 10월 12일 ~ 1999년 8월 20일 |       |
| 9대  | 김진수 해설위원          | 1999년 8월 23일 ~ 2001년 11월 2일  | [ 2 ] |
| 10대 | 민경욱 前 기자           | 2001년 11월 5일 ~ 2004년 4월 30일  | [ 3 ] |
| 11대 | 엄경철 前 통합뉴스룸국장 | 2004년 5월 3일 ~ 2007년 11월 2일   |       |
| 12대 | 박찬형 해설위원          | 2007년 11월 5일 ~ 2008년 3월 28일  |       |
| 13대 | 최동석 前 아나운서       | 2008년 3월 31일 ~ 2008년 11월 14일 |       |
| 14대 | 김재홍 아나운서          | 2016년 7월 25일 ~ 2017년 3월 30일  | [ 4 ] |

#### 여성
| 역대 | 진행자             | 진행 기간                          | 비고         |
| ---- | ------------------ | ---------------------------------- | ------------ |
| 1대  | 윤영미 前 아나운서 | 1989년 10월 5일 ~ 1991년 5월 17일  |              |
| 2대  | 이규원 前 아나운서 | 1993년 5월 3일 ~ 1993년 7월 2일    |              |
| 3대  | 공정민 前 아나운서 | 1993년 10월 18일 ~ 1994년 2월 18일 |              |
| 4대  | 황현정 前 아나운서 | 1994년 2월 21일 ~ 1994년 10월 7일  |              |
| 5대  | 이규원 前 아나운서 | 1994년 10월 10일 ~ 1996년 3월 1일  | [ 5 ]        |
| 6대  | 유정아 前 아나운서 | 1996년 3월 4일 ~ 1997년 2월 28일   |              |
| 7대  | 황현정 前 아나운서 | 1997년 3월 3일 ~ 1997년 11월 21일  | [ 6 ]        |
| 8대  | 황정민 前 아나운서 | 1997년 11월 24일 ~ 1998년 1월 2일  |              |
| 9대  | 황유선 前 아나운서 | 1998년 1월 5일 ~ 1998년 10월 9일   |              |
| 10대 | 이한숙 前 아나운서 | 1998년 10월 12일 ~ 1999년 4월 30일 |              |
| 11대 | 황정민 前 아나운서 | 1999년 5월 3일 ~ 2001년 4월 27일   | [ 7 ] [ 8 ]  |
| 12대 | 손미나 前 아나운서 | 2001년 4월 30일 ~ 2001년 11월 2일  |              |
| 13대 | 황정민 前 아나운서 | 2001년 11월 5일 ~ 2002년 11월 29일 | [ 9 ] [ 10 ] |
| 14대 | 공정민 前 아나운서 | 2002년 12월 2일 ~ 2003년 9월 19일  | [ 11 ]       |
| 15대 | 지승현 前 아나운서 | 2003년 9월 22일 ~ 2005년 4월 29일  |              |
| 16대 | 백승주 아나운서    | 2005년 5월 2일 ~ 2006년 8월 25일   | [ 12 ]       |
| 17대 | 위서현 前 아나운서 | 2006년 8월 28일 ~ 2007년 11월 2일  |              |
| 18대 | 조수빈 前 아나운서 | 2007년 11월 5일 ~ 2008년 11월 14일 |              |
| 19대 | 정세진 前 아나운서 | 2008년 11월 17일 ~ 2010년 5월 7일  |              |
| 19대 | 이윤희 기자        | 2008년 11월 17일 ~ 2010년 5월 7일  |              |
| 20대 | 박은영 前 아나운서 | 2016년 7월 25일 ~ 2017년 3월 30일  | [ 13 ]       |

## 타이틀 변천사
- 타이틀은 2016년 7월 25일부터 2017년 3월 30일까지를 기준으로 하고 있다.

| 기수 | 타이틀           | 방송 기간                           |
| ---- | ---------------- | ----------------------------------- |
| 1기  | KBS 8시 뉴스     | 1980년 12월 1일 ~ 1981년 2월 1일    |
| 2기  | KBS 7시 뉴스     | 1981년 2월 2일 ~ 1981년 4월 3일     |
| 3기  | KBS 뉴스         | 1981년 4월 6일 ~ 1982년 1월 22일    |
| 4기  | KBS 뉴스쇼       | 1982년 9월 20일 ~ 1983년 3월 22일   |
| 5기  | KBS 2TV 뉴스센터 | 1987년 3월 2일 ~ 1989년 10월 1일    |
| 6기  | KBS 2TV 뉴스     | 1989년 10월 5일 ~ 1993년 4월 30일   |
| 7기  | KBS 뉴스쇼       | 1993년 5월 3일 ~ 1994년 2월 18일    |
| 8기  | KBS 뉴스비전     | 1994년 2월 21일 ~ 1997년 2월 28일   |
| 9기  | 8시 뉴스파노라마 | 1997년 3월 3일 ~ 1997년 10월 17일   |
| 10기 | KBS 뉴스 8       | 1997년 10월 20일 ~ 1997년 11월 21일 |
| 11기 | KBS 뉴스파노라마 | 1997년 11월 24일 ~ 1998년 10월 9일  |
| 12기 | KBS 뉴스 8       | 1998년 10월 12일 ~ 1999년 4월 30일  |
| 13기 | 뉴스투데이       | 1999년 5월 3일 ~ 2001년 11월 2일    |
| 14기 | KBS 뉴스 7       | 2001년 11월 5일 ~ 2002년 10월 25일  |
| 15기 | KBS 뉴스 8       | 2002년 10월 28일 ~ 2004년 4월 30일  |
| 16기 | KBS 8 뉴스타임   | 2004년 5월 3일 ~ 2008년 3월 28일    |
| 17기 | KBS 6 뉴스타임   | 2008년 3월 31일 ~ 2008년 11월 14일  |
| 18기 | KBS 8 뉴스타임   | 2008년 11월 17일 ~ 2010년 5월 7일   |
| 19기 | KBS 6시 뉴스타임 | 2016년 7월 25일 ~ 2017년 3월 30일   |

## 시보 광고
| 광고 기간                           | 광고주                |
| ----------------------------------- | --------------------- |
| 1994년 2월 21일 ~ 1997년 2월 28일   | 데이콤                |
| 1997년 3월 3일 ~ 1997년 10월 17일   | 삼성전자, 현대전자    |
| 1997년 10월 20일 ~ 1998년 2월 13일  | 서울우유              |
| 1999년 5월 3일 ~ 2001년 11월 2일    | 매일유업              |
| 2001년 11월 5일 ~ 2001년 11월 9일   | KBS 2TV 저녁 7시 시보 |
| 2001년 11월 12일 ~ 2002년 10월 25일 | 삼성카드              |
| 2002년 10월 28일 ~ 2002년 11월 1일  | KBS 2TV 밤 8시 시보   |
| 2002년 11월 4일 ~ 2003년 6월 20일   | 쿠쿠전자              |
| 2003년 6월 23일 ~ 2004년 4월 30일   | 소니 코리아           |
| 2006년 8월 28일 ~ 2007년 12월 31일  | 농협생명              |
| 2016년 8월 1일 ~ 2016년 9월 2일     | 농협                  |

## 경쟁 프로그램
- KBS 뉴스 7, KBS 뉴스 9 (KBS 1TV)
- MBC 이브닝뉴스, MBC 뉴스데스크 (MBC TV)
- SBS 8 뉴스 (SBS TV)
- OBS 뉴스 755 (OBS)

## 같이 보기
- 한국방송공사의 뉴스 프로그램
- KBS 2TV
- KBS 8 아침뉴스타임
- 지구촌 뉴스
- KBS 3시 뉴스타임
- 통합뉴스룸ET

## 결방 및 편성 변경 안내
2008년
- 8월 11일 ~ 8월 22일 : 2008 베이징 올림픽 중계방송으로 인한 2주 동안 결방